# Мацки (Лошанский сельсовет)
Мацки (бел. Мацкі́) — деревня в Минском районе Минской области Беларуси. В составе Лошанского сельсовета.

## География
Расположена около дороги Н-8951.
Ближайшие населённые пункты Бовбли, Динаровичи, Путники и др.

## История
С 1908 года в Заславской волости Минского уезда Минской губернии.

## Население

### Численность
- 1999 год — 18 человек

### Динамика
- 1908 год — 103 жителей, 12 дворов[2]
- 1999 год — 18 человек (перепись населения)
- 2009 год — 14 человек (перепись населения)[2]

## Достопримечательность
- Недалеко расположен 4-х орудийный капонир № 06 Минского укрепрайона